# Erioptera (Erioptera) dampfi
Erioptera (Erioptera) dampfi is een tweevleugelige uit de familie steltmuggen (Limoniidae). De soort komt voor in het Neotropisch gebied.